# بيك جان
بيك جان هي قرية في مقاطعة بل دشت، إيران. يقدر عدد سكانها بـ 436 نسمة بحسب إحصاء 2016.